# Kotěhůlky
Kotěhůlky (někdy též Kotěhulky) jsou jedním z tradičních českých fiktivních názvů vesnic. Jsou symbolem pro malou „zastrčenou obec, kde dávají lišky dobrou noc“, podobně jako např. obecnější a expresivnější označení Zapadákov. Kotěhůlky bývají uváděny (podobně jako Horní Dolní) jako obecný příklad obce ve vzorově vyplněných tiskopisech. Jakýmsi stupňováním bezvýznamnosti jsou fiktivní názvy Horní Kotěhůlky a Dolní Kotěhůlky. „Obě jmenovaná místa lze pokládat za jakési druhé odmocniny Kotěhůlek. Tedy za zmenšeniny, které dodávaly obyvatelům kompaktních Kotěhůlek pocit důležitosti a neváhám říci i velikosti.“

## Původ a význam názvu
Hana Chmelíková z jazykové poradny Ústavu pro jazyk český AV ČR nenašla reálné místo s takovým názvem ani informaci o původu jména v místopisných či etymologických příručkách ani ve slovnících frazeologie a idiomatiky, ani se ničeho nedopátrala při konzultaci s kolegy z onomastického úseku či dialektologického oddělení v Brně.
Bohemista PhDr. Milan Jelínek z Masarykovy univerzity v Brně soudí, že „v první části složeniny je slovo kutě – kotě = lože, dům, v druhé hůlky. Pak by složenina měla význam hůlky pro chalupu a dostali bychom se do blízkosti významu »zápecnictví«.“ 
Žertovný význam by mohl být také „hůlky, které se (s)kácely“ (kátět – porážet, kácet).

## Jak to vidí Rudolf Křesťan
Podle představy fejetonisty Rudolfa Křesťana se v typických Kotěhůlkách nachází jedna malá útulná hospoda, náves a boží muka a v dávných časech tam žil jeden obecní písmák, jeden obecní blázen, jeden obecní donchuán, jeden obecní rozumbrada, jeden obecní vožungr, jeden obecní držgrešle, jeden obecní dobrák a jeden obecní fanfarón. Muzikanti případně dva, aby jim to obecně ladilo. A ve znaku by mohly mít kotě a hůlky, přičemž kotě nářečně znamená soudek piva…

## Užívání názvu
- Tradiční název byl zpopularizován jednou z prvních variant stolní kartové vědomostní zeměpisné hry „Kde leží Kotěhůlky?“. Autory hry v originále nazvané „Ausgerechnet Buxtehude“ (2005) jsou sociolog a germanista Uwe Rapp a právník Bernhard Lach.[3] Česká verze hry (vyd. 2005, 2008) je zaměřena na sídelní místopis České republiky a je určena dospělým a dětem od deseti let.[4]
- Básník Jiří Žáček napsal dětskou báseň „Reportáž ze zabijačky v Kotěhůlkách“ o tom, jak řezníkovi utekl čuník, protože nechtěl být zabit.[5] Pavel Jurkovič báseň zhudebnil v cyklu Do školy i do školky pro kluky i pro holky.[6][7]

```
Jiří Žáček

Reportáž ze zabijačky v Kotěhůlkách

Už se chystá zabijačka, 
jde se na to vědecky. 
Řezník už si brousí nože, 
kluci běží pro necky.

Čuník tuší, co ho čeká, 
protestuje ve chlívku: 
„Ze mne chcete dělat škvarky, 
ovárek a polívku?

Psy a kočky máte rádi – 
proč se mstíte praseti? 
Nechte toho zabíjení, 
berte ohled na děti!“

Rozzlobil se, drcnul hlavou, 
povolila závora: 
Než se řezník vzpamatoval, 
čuník zmizel ze dvora.

Už je dávno za horama, 
a tím končí povídka. 
Utekly jim jitrnice, 
ovárek i jelítka.
```

- Východočeský softballový tým nese název Lazaret Kotěhůlky.[8]

- V příspěvku na stránkách Českého radioklubu je spojení z Horních Kotěhůlek do Luang Prabangu uvedeno jako příklad radiového spojení ze Střední Evropy do Jihovýchodní Asie.[9]
- Dan Jeger v odborném internetovém magazínu Netguru publikuje příspěvek o tzv. poslední míli ve vztahu k přístupovým sítím internetu „Z Kotěhůlek do Ameriky a zpět“, přičemž článek začíná anonymizovaným popisem reálného jednání obecního úřadu v jisté obci o zhruba 150 obyvatelích se zástupci dominantního poskytovatele internetového připojení v obci a rozsáhlém okolí.[10]
- Autor příspěku ve finančním magazínu Finmag píše, že „balík deseti akcií Kanalizací Horní Kotěhůlky se bude prodávat jen těžko“.[11]
- K otázce o působnosti přestupkové komise obecního úřadu uveřejněné v poradně Odpovědi.cz píše poradce Atriplex: „Sousedské spory v obci Kotěhůlky může řešit jen obec Kotěhůlky. Pokud jsou však Kotěhůlky tak malé, že nemají působnost, spadá působnost do tzv. obce s rozšířenou působností.“[12]
- Ekologický institut Veronica v pokynech pro amatérské sledování výskytu plazů zdůrazňuje, že není-li název obce unikátní, je důležité blíže uvést, o který Nový Dvůr nebo Dolní Kotěhůlky se jedná.[13]
- Firma Rikast nabízející rizikové kácení stromů uvádí v nabídce příklad, že obec Kotěhůlky má ve svém katastru větrolam, který je v mýtním věku...[14]
- Ministryně spravedlnosti České republiky Daniela Kovářová se v roce 2009 vypořádala s nesouhlasnými stanovisky příslušných vedoucích ke zrušení brněnské a ostravské pobočky Vrchního státního zastupitelství se sídlem v Olomouci[15] příměrem: „Představme si, že šéf Plzeňské jihozápadní dráhy navrhne ministrovi dopravy zrušení nádraží v obci Kotěhůlky. Nesouhlas výpravčího v Kotěhůlkách, jakkoli pochopitelný, asi jen těžko najde zastání u ministra dopravy.“[16] Zatímco někteří kritici považovali srovnání největších moravských měst s Kotěhůlkami za absurdní, Zdeněk Jemelík v Neviditelném psu označil příměr s Kotěhůlkami za výstižné vyjádření malichernosti sporu o dvě pracoviště s celkem osmi státními zástupci z celkového počtu 1300 státních zástupců v České republice.[17]
- Poslanec Radim Chytka v roce 2000 při projednávání vládního návrhu zákona o obecních daních v diskusi o dani z reklamy zmínil sportovní utkání Kotěhůlky versus Zvonokosy.[18]

Již nedostupné:
- Na realitním portálu Realitygo.cz se (zřejmě jako vzor) objevila nabídka rodinného domu v Kotěhůlkách za 20 milionů Kč, přičemž inzerát byl zakategorizován do reálné obce Pláně v okrese Plzeň-sever.[19]
- Společnost B.I.B., spol. s r.o., z Prahy nabízela firmám virtuální kancelář a sídlo v Praze nebo jiné metropoli, protože „…ne vždy v obchodě vypadá dobře adresa Kotěhůlky. A v mezinárodním obchodě je Kotěhůlkami vše kromě Prahy…“[20]

Jméno Kotěhůlky bývá uváděno jako obecný příklad obce ve vzorových tiskopisech, právních výkladech atd., kde bývá nahodile kombinováno s dalšími údaji, které mají podobný zástupný účel.
- Odborový svaz zdravotnictví a sociální péče České republiky uvádí Kotěhůlky ve vzoru jednoho z dokumentů: „Členská schůze odborové organizace nemocnice s poliklinikou Kotěhůlky“.[1]
- Rada české vlády pro výzkum, vývoj a inovace uvedla v roce 2009 ve vzorovém vyplnění záznamu (kapitoly v knize, v češtině) do databáze RIV následující fiktivní výzkumný výsledek: „SLAVÍK, Jan. Problém obce Kotěhůlky s komunálními odpady. In: Environmentální ekonomie a politika: Výukové případové studie. Praha: Univerzita Karlova v Praze, 2007, s. 185–218. ISBN 978-80-87076-08-8.“[21]
- Ministerstvo školství, mládeže a tělovýchovy v dokumentu vyhlašujícím rozvojový program výuky méně vyučovaných cizích jazyků použilo ve vzorové žádosti o dotaci adresy v Plzeňské ulici a ulici Sídliště města Kotěhůlky s PSČ 353 01 a 352 02 v Karlovarském kraji. (První z uvedených PSČ je reálným směrovacím číslem pošty Mariánské Lázně 1, města v Karlovarském kraji.)[22]

Již nedostupné:
- Calla - Sdružení pro záchranu prostředí v metodice k účasti občanských sdružení ve správních řízeních uváděla ve vzoru „Žádosti o informace o zahajovaných správních řízeních“ územní obvod obce Bojany, tvořený katastrálními územími Bojany, Nová Ves, Kotěhůlky a Kocanda, o který se zajímá občanské sdružení „Přátelé Černého vrchu“.[23]
- Anonymní inzertní web RealCR uváděl ve vzoru smlouvy o zrušení věcného břemene účastníka z fiktivních Kotěhulek s krátkým „u“, které měly být katastrálním územím obce Karviná. [24]
- V internetové právní poradně pomocvpravu.cz uvedl jeden z poradců jako fiktivní smluvní strany osoby ze vsi Starý Les, která měla spadat pod poštu Kotěhůlky, okres Kocourkov a měla PSČ 666 00 (nejpodobnější reálná PSČ patří poštám v Tišnově u Brna).[25]
- Na webu Vzory.cz byl uveden příklad smlouvy mezi manželi o souhlasu s vložením části společného jmění manželů do společnosti s ručením omezeným, přičemž smluvní strany sídlily na fiktivní adrese v Hůlově ulici v Kotěhůlkách, PSČ 564 90 (jediné reálné PSČ začínající shodným trojčíslím má pošta Žamberk).[26]